# Рошија Монтана (Алба)
Рошија Монтана (рум. Roșia Montană) насеље је у Румунији у округу Алба у општини Рошија Монтана. Општина се налази на надморској висини од 876 m.

## Становништво
Према подацима из 2011. године у насељу је живело 1556 становника.